# IC 178
IC 178 ist eine Spiralgalaxie vom Hubble-Typ Sab im Sternbild Andromeda am Nordsternhimmel. Sie ist rund 222 Millionen Lichtjahre von der Milchstraße entfernt und einen Durchmesser von etwa 65.000 Lichtjahren.
Entdeckt wurde das Objekt am 8. November 1866 vom US-amerikanischen Astronomen Truman Henry Safford.